# Орден Гавайской короны
Королевский орден Гавайской короны (гав. Hawaii Ke Kalaunu e Hookanaka) — государственная награда Королевства Гавайи.

## История

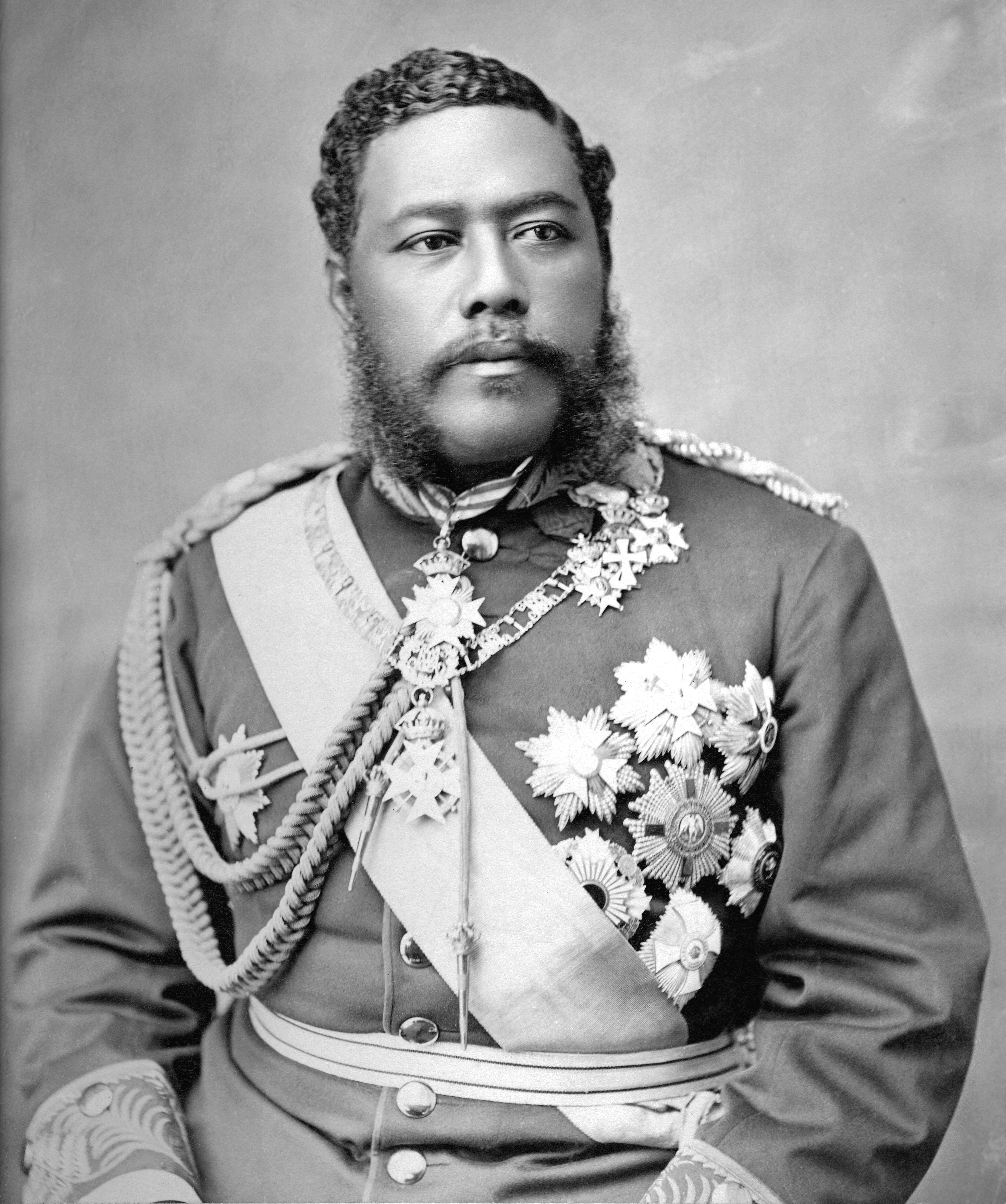
Король Калакауа «в орденах».
Звезда ордена Короны — самая нижняя

Учреждён в июле 1848 года королём Камехамехой III под названием Королевский орден Короны и Креста, в двух степенях. После учреждения в 1865 году ордена Камехамеха I угас. Возрождён 12 сентября 1882 года королём Калакауа под названием Королевский орден Гавайской короны «для вознаграждения выдающихся заслуг и службы во благо государству или государю».
С 1882 года состоял из пяти степеней с ограниченным числом одновременно состоящих в ордене:
- кавалер Большого креста — 15 человек,
- великий офицер — 30 человек,
- командор — 45 человек,
- офицер — 60 человек,
- кавалер (компаньон) — 75 человек.

Ордену принадлежала медаль двух степеней — золотая и серебряная.
После свержения монархии в январе 1893 года все королевские награды были упразднены.

## Знаки ордена
Внешним видом возрождённый орден Гавайской короны копирует прусский орден Короны.
Знак — лапчатый крест белой эмали. В центре креста круглый медальон белой эмали с широким ободком синей эмали. В центре медальона — золотая королевская корона, на ободке — надпись «HAWAII KE KALAUNU» в верхней части и две лавровые ветви внизу.
Крест увенчан королевской короной, имеющей в верхней части ушко с кольцом, через которое пропускается орденская лента. Знаки кавалеров — серебряные, остальных степеней — золотые.
Звезда — серебряная ромбовидная. На центр звезды наложен орденский крест большого размера.
Лента — шелковая муаровая белого цвета с широкими голубыми полосами по краям.